# Jeglia
Jeglia [pronunciación en polaco: /ˈjɛɡlja/] es un pueblo ubicado en el distrito administrativo de Gmina Rybno, dentro del Condado de Działdowo, Voivodato de Varmia y Masuria, en Polonia del norte. Se encuentra aproximadamente a 5 kilómetros al noroeste de Rybno, a 28 kilómetros al noroeste de Działdowo, y a 59 kilómetros al suroeste de la capital regional Olsztyn.